# Sgùrr Choinnich
Der Sgùrr Choinnich ist ein 999 m (3.278 ft) hoher, als Munro eingestufter Berg in den schottischen Highlands. Sein gälischer Name kann in etwa mit Moosiger Gipfel oder Moosige Spitze übersetzt werden. Der Gipfel liegt in einer weitgehend unbesiedelten Berglandschaft etwa 15 Kilometer östlich von Strathcarron und 15 Kilometer südwestlich von Achnasheen.
Er ist der dritthöchste Munro in der einsamen Berglandschaft nördlich von Loch Monar und südlich des Glen Carron. Ihm direkt östlich benachbart ist der 1.053 m (3.455 ft) hohe Sgùrr a’ Chaorachain, beide Munros sind Teil eines Bergmassivs, das das Nordwestende von Loch Monar überragt. Der Sgùrr Choinnich besitzt einen schmalen und gewundenen, in etwa von Nordwest nach Südost verlaufenden Gipfelgrat, dessen höchster Punkt durch einen Cairn markiert ist. Nordwestlich und südöstlich befinden sich auf dem Grat zwei namenlose kleine Vorgipfel. Während der Berg auf seiner Nordostseite mit steilen und felsdurchsetzten Flanken in das Coire Choinnich und weiter in das nördlich benachbarte Tal des Allt Leathad an Tobair abfällt, sind die anderen Seiten des Sgùrr Choinnich moderater und überwiegend von weniger steilen grasigen Hängen geprägt. Vom nordwestlichen 979 m (3.212 ft) hohen Vorgipfel fällt der Westgrat bis zum Bealach Bhearnais ab, einem Sattel, von dem aus Täler in drei Richtungen führen. Der Südostgipfel ist Ausgangspunkt des Ostgrats, der den Sgùrr Choinnich über den auf etwa 860 m Höhe liegenden Bealach Coire Choinnich mit dem Sgùrr a’ Chaorachain verbindet. Ein dritter Grat führt nach Süden und endet im 902 m (2.959 ft) hohen Vorgipfel Sgùrr na Conbhaire, der über dem Westende von Loch Monar aufragt.

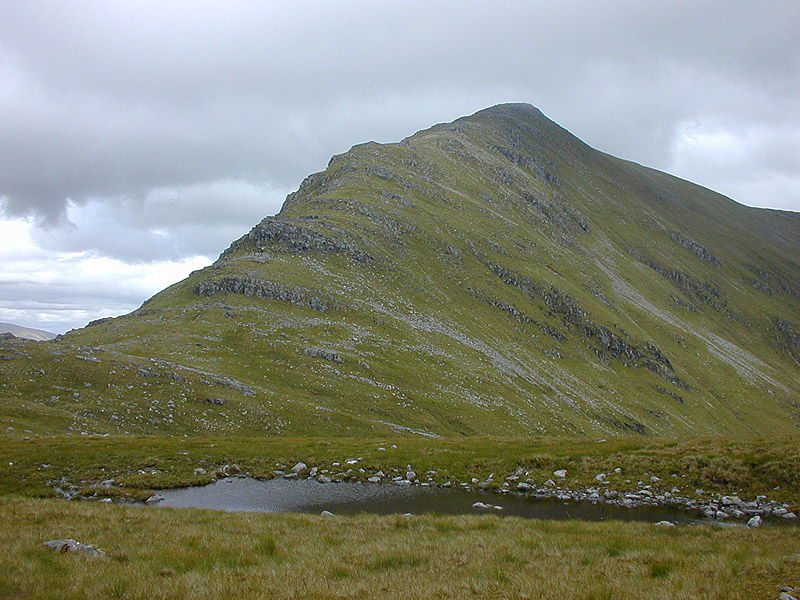
Der Westgrat des Sgùrr Choinnich, vom Bealach Bhearnais gesehen
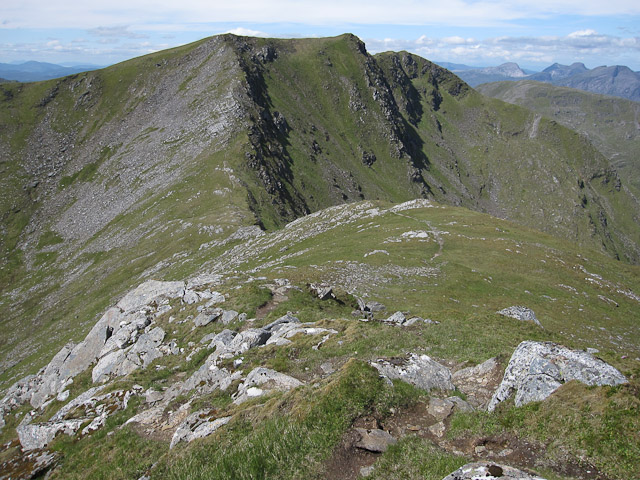
Blick vom Sgùrr a’ Chaorachain auf den Sgùrr Choinnich und seine Nordostseite
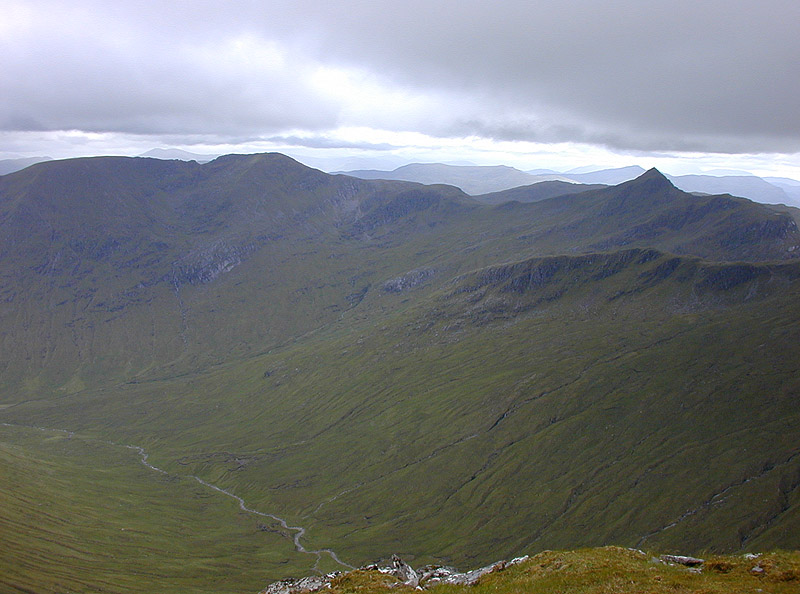
Blick vom Gipfel nach Süden, links der Lurg Mhòr, rechts die Spitze des Bidein a’ Choire Sheasgaich
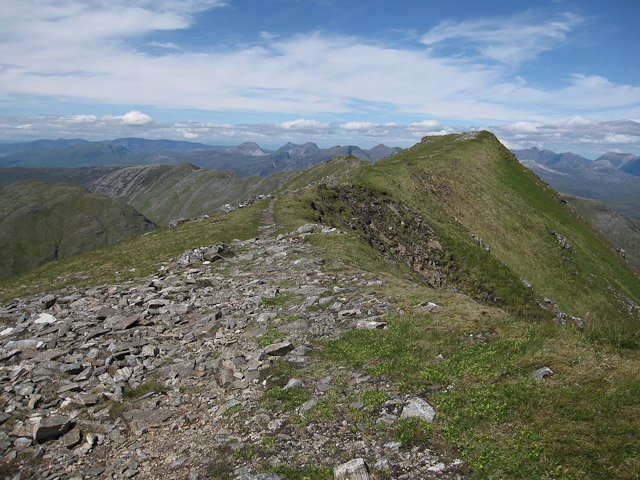
Auf dem Gipfelgrat des Sgùrr Choinnich, Blick nach Nordwesten zum höchsten Punkt

Durch seine Lage nördlich des nicht durch öffentliche Straßen erschlossenen Loch Monar sind mögliche Anstiege von Süden oder Osten mit sehr langen Anmärschen verbunden. In der Regel wird der Sgùrr Choinnich daher von Norden bestiegen. Die meisten Munro-Bagger besteigen ihn gemeinsam mit dem benachbarten Sgùrr a’ Chaorachain. Ausgangspunkt ist ein Parkplatz an der A890 bei der kleinen Ansiedlung Craig, zwischen Achnasheen und Achnashellach. Der Weg führt durch das Tal des Allt a’ Chonais zur Nordseite des Berges. Von dort kann der Sgùrr Choinnich auf verschiedenen Wegen bestiegen werden, entweder durch das Tal des Allt Leathad an Tobair zum Bealach Bhearnais und weiter über den Westgrat, oder über die Nordseite des Sgùrr a’ Chaorachain zu dessen Gipfel und weiter über den Bealach Coire Choinnich zum Gipfelgrat.